# 필리포 보니페르티
필리포 보니페르티(이탈리아어: Filippo Boniperti, 1991년 9월 27일 ~ )는 이탈리아의 전 축구 선수로서 현역 시절 포지션은 미드필더였다.

## 클럽 경력
그는 유벤투스 소속으로 2010년 12월 16일에 열린 맨체스터 시티와의 유로파리그 경기를 통해 프로 데뷔를 했다. 그의 세리에 A 데뷔 경기는 2011년 5월 22일에 열린 2010-11 시즌 최종전에서 후반전이 시작할 때 시모네 페페의 교체 선수로서 출전하며 치렀다. 보니페르티는 2011-12 시즌에 아스콜리로 임대를 떠났다.
2013년 1월 31일, 그는 알베르토 갈리네타가 유벤투스로 이적하게 되면서, 파르마에 입단했다.

## 개인 삶
그는 유벤투스의 전설적인 선수 잠피에로 보니페르티의 손자이다.